# Santi Hernández
Santi Hernández (Madrid, 1979) Bajista del grupo Segoviano de Heavy Metal Lujuria. En su larga trayectoria a formado parte de grupos como Eden Lost, Mr. Rock, Dr. Jekyll y Posesión.

## Biografía
Roquero madrileño que comenzó su andadura en la música a la edad de 15 años, iniciándose a tocar el Bajo. Tras varios grupos con amigos, entró en el grupo Posesión en el año 1997, durante 7 años rodaron mucho en directo y telonearon a bandas como Rata Blanca, Mago de Oz, Saratoga, Avalanch, Beethoven R., Ankhara, etc. Grabaron varias Demos y el álbum “Bailando en el fuego” grabado por "Avispa" en los estudios "M20" y finalmente editado por "Red Dragon" en el año 2003. 
Tras la disolución de la banda en 2005 formó junto a compañeros de Posesión el grupo Dr. Jekyll, los cuales grabaron un EP y abrieron en directo para grupos como Lujuria, Centinela, etc. En 2008 entró en Eden Lost, grupo de Hard Rock melódico. Abrieron en directo para grupos como Tyketto, H.e.a.t. y Michael Bormann. En 2011, fueron incluidos en "AOR for Japan" (Lume produccions), disco recopilatorio benéfico para Japón, donde se incluyó un tema de la formación. En 2012 lanzaron el segundo álbum del grupo "Breaking the Silence" editado por "Vaso Music" y distribuido por "Aor Heaven" a nivel internacional. 
Entre 2008 y 2012, además de Eden Lost, formó parte de Mr. Rock. Participando en festivales como Viña Rock, Festival del Oeste y compartiendo escenario con Medina Azahara, Saratoga, Muro, Topo, etc... A finales de 2013 entró como nuevo bajista de los segovianos Lujuria, con los que sigue inmerso actualmente. Debutó con ellos en el potente festival “Siembra y Lucha” de Costa Rica. En 2014 la banda gira por el territorio nacional y en septiembre realizan la Gira por México “En el ombligo de la luna” presentando dicho recopilatorio, creado expresamente para México. En 2015 sacan a la venta el E.P. “Esta noche manda mi polla” (Maldito Records) que presentaron en la gira “Esta noche manda mi gente”. En 2016 se embarcaron en la Gira “Pago en Diferido” por distintas ciudades de España y tocaron en La Paz (Bolivia) en el Festival “Scream Bolivia” junto al Tri, Uruboros y Uriah Heep. Durante todos estos años han actuado en el Festival “Leyendas del Rock”, y en diversos Festivales españoles. 
Santi aparte de músico profesional, imparte clases de Bajo en academias y de forma particular desde 2007 hasta la actualidad.

## Discografía
- Posesión - Bailando en el Fuego (2003) Red Dragon Records

- Dr. Jekyll - E.P. (2005) Autoeditado

- Eden Lost - Aor For Japan (Disco benéfico para Japón de grupos españoles) (2011) Lume Records

- Eden Lost  - Breaking the Silence (2012) Vaso Music
- Lujuria - Esta noche manda mi polla (2015) Maldito Records
- Lujuria -  Lenguaje de mi piel / Siempre Metal (Sencillo) (2017) Leyenda Records
- Lujuria - Somos Belial (2019) Maldito Records